# Јангсвил (Северна Каролина)
Јангсвил (енгл. Youngsville) град је у америчкој савезној држави Северна Каролина.

## Демографија
По попису из 2010. године број становника је 1.157, што је 506 (77,7%) становника више него 2000. године.
| Група             | 2000.       | 2010.       |
| Белци             | 456 (70,0%) | 785 (67,8%) |
| Афроамериканци    | 164 (25,2%) | 290 (25,1%) |
| Азијати           | 6 (0,9%)    | 9 (0,8%)    |
| Хиспаноамериканци | 20 (3,1%)   | 56 (4,8%)   |
| Укупно            | 651         | 1.157       |